# ناحية البصيرة
ناحية البصيرة إحدى نواحي سوريا تتبع إداريّاً لمحافظة دير الزور منطقة دير الزور ومركزها مدينة البصيرة، بلغ تعداد سكان الناحية 40,236 نسمة حسب التعداد السكاني لعام 2004.

## بلدات وقرى ناحية البصيرة
برشم، بريهة، البصيرة، ضمان، الحجنة، حطين، الحلوة، الكسار، ماشخ، الصبحة، الشحيل، السكر، طيب الفال، التوامية، الرز.